# Michel Bataille
Michel Bataille (25. března 1926 Paříž – 28. února 2008 Clamart) byl francouzský architekt a spisovatel.

## Život
Michel Bataill se narodil 25. března 1926 v Paříži. Vystudoval architekturu a po nějakém čase začal spolupracovat na projektech se známým švýcarským architektem, urbanistou a teoretikem Le Corbusierem. Po jeho smrti se stal správcem jeho nadace a dědicem jeho díla uloženého v muzeu. Kromě architektury se Bataille od mládí věnoval literatuře. Po třinácti letech architekturu opustil a naplno se věnoval psaní. Začal psát v mladém věku a zanechal rozsáhlé dílo. Jeho prvotinou je dílo Patrick, které vyšlo již v roce 1947, tedy v autorových jednadvaceti letech. Za román získal v roce 1950 cenu Stendhal. Od té doby napsal 17 románů, které byly přeloženy do mnoha jazyků a některé byly poctěny cenami.
Michel Bataille postupně ztrácel sluch a podstoupil šest operací. I proto měl hluboké pochopení pro lidské utrpení. Zemřel 28. února 2008 ve věku 81 let ve městě Clamart.

## Literární dílo

### Próza
V románech vychází Michel Bataille z životních zkušeností a hluboké znalosti lidské psychiky. Lidská tragédie se stala ústředním tématem téměř ve všech jeho dílech. Neupadá však do sentimentality, ale snaží se vdechnout hrdinům svých příběhů sílu, odvahu a schopnost přežít i v největším utrpení. Za největší zlo autor považuje válku, kterou sám v mládí prožil. Motivací k psaní mu tedy bylo i varování před absurdnostmi moderní doby. Chtěl poukázat na to, že existence lidí je nepřetržitě ohrožována a že lidské životy závisejí i na náhodě, zda se nezadržitelně nerozpoutá síla smrtonosných objevů. Dalším inspiračním zdrojem se mu stalo prostředí důvěrně známé – neklidný svět umělců, stavebních koncernů a bank. Za nejvyšší hodnotu, kterou lidstvo má, považoval svět zbavený války a lásku člověka k člověku.
- Patrick 1947 (Patrik) – Stendhalova cena
- La Marche du soleil (1950 nebo 1951)
- Cinq jours d´autumne, 1963 (Pět podzimních dnů)
- Le Feu du ciel (1964)
- Une pyramide sur la mer 1965 (Pyramida na moři; román s napoleonskou tematikou) – cena Deux Magots 1966; zfilmováno
- La ville des fous, 1966 (Město bláznů); česky: Strach z génia 1983
- L'Arbre de Noël, 1967; česky: Vánoční stromek 1976, 1980 – autorovi těsně unikla Goncourtova cena, Zlaté pero literární přílohy deníku Le Figaro (Figaro littéraire); zfilmováno 1969
- Gilles de Rais (1966)
- Une colère blanche (1969) – cena Quatre Jurys
- Le Chat sauvage (1971)
- Les Jours meilleurs (1973) – cena Maison de la Presse 1974 (document)
- Sans toit, ni loi, 1973 (Bez přístřeší, bez zákona)
- Cendres sur la mer (1975)
- Soleil secret (1975)
- Demain Jaurès (1977)
- Les enfants du destin (Děti osudu); 3 svazky: Le Coeur rouge (Planoucí srdce) 1977; Les Oiseaux (Modří ptáci) 1979; Les Sacrilèges (Svatokrádežníci) 1980 – zachycení Francie mezi dvěma světovými válkami, shrnutí veškerého poznání reality 20. století.

### Poezie
- Le Cri dans le mur 1970 (Výkřik do zdi) – cena Jeana Cocteaua 1970

## K románům přeloženým do češtiny

### Strach z génia
Román líčí prolínání osudů francouzského architekta Victoriena Sauvage (inspirace Le Corbusierem) s osudy mladého absolventa architektury Amyota, v jehož příběhu se objevuje mnoho Bataillových autobiografických prvků. Sauvage se s Amyotem setkává v nemocnici, kde se oba podrobili operaci sluchu. Na osudech Victoriena Sauvage autor poukazuje na těžkosti skutečného umělce, který je obklopen konzumní společností. Architekt musí čelit prostřednosti a závisti lidí, kteří nerozumějí jeho tvůrčím myšlenkám nebo rozumět nechtějí, ale kteří mají bohužel poslední slovo. Sauvageovi se nepodařilo udělat z Paříže „sluneční město“, kde by lidé žili klidně, zdravě, v pohodě a míru. Ovšem svých myšlenek nikdy nevzdá. Žije samotářsky, věnuje se jen práci a nad vodou ho drží oddanost mladého spolupracovníka Amyota, ve kterém vidí svého následovníka a pokračovatele. Bataille prostřednictvím díla varuje před hlavními nemocemi současného světa – honbou za ziskem, prospěchářstvím a lhostejností.

### Vánoční stromek
Román je nejdůraznějším a nejvarovnějším mementem autorovy touhy po odstranění válek. Bataille se inspiroval skutečnou událostí, katastrofou v Palomares ve Španělsku. (17. ledna 1966 se bombardér B-52 Stratofortress srazil při vzdušném doplňování paliva s Boeingem KC-135 Stratotankerem. Zahynulo sedm členů posádky. Dvě jaderné bomby na palubě B-52 se rozpadly a radioaktivní materiál se rozšířil po krajině. Jedna bomba dopadla nepoškozená v blízkosti města a další dopadla do moře a byla nepoškozená vyzdvižena.) Záření zasáhlo desetileté dítě, které během několika měsíců zemřelo na leukemii. V Nouvelles littéraires z 21. prosince 1967 Bataille k tomu uvádí: „Na katastrofě v Palomares si celý svět uvědomil, jak fantasticky ničivá síla se ustavičně vznáší nad našimi hlavami. Kdyby byla tenkrát explodovala, radioaktivita by byla zasáhla všechno až po Švédsko. To je nesmírně působivá skutečnost. Kdyby se letadlo zřítilo nebo vybouchlo, mohlo by se pouzdro roztrhnout a to by znamenalo riziko rozšíření radioaktivity po celé Evropě. To byl výchozí fakt mé knihy. Vyneslo mi to zlé spory, které přecházely v polemiku, neboť moji protivníci se ptali atomových vědců ve snaze dokázat, že se mýlím.“ Hlavní postavou Vánočního stromku je malý Pascal, který si uvědomuje blízkost smrti, ale nepodléhá. Hrůzu, strach a smutek překonává a mění se ve vyzrálého, svrchovaně moudrého člověka. Autor předkládá čtenářům knihu, která rozechvívá a varuje, knihu, která nutí k hlubokému zamyšlení nad údělem člověka a lidstva. Kniha se stala podkladem ke zfilmování (rež. Terence Young, v hl. roli Bourvil).